# Crystal Mountain (Michigan)
Crystal Mountain – jednostka osadnicza w Stanach Zjednoczonych, w stanie Michigan, w hrabstwie Benzie.